# Punctum

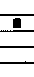
Punctum

Il Punctum (dal latino punto) è il neuma più elementare, insieme alla virga, utilizzato nel canto gregoriano. 
Esso corrisponde ad una nota isolata.
Il punctum può comparire anche nella notazione di un neuma composto, di solito per segnare dei neumi subpunctis o praepunctis. In queste stesse posizioni, il punctum inclinatum è una forma in losanga utilizzato nella notazione quadrata gregoriana dei neumi composti quindi in posizione non isolata.

## Origine
L'accento grave della notazione accentuata si è trasformato graficamente col tempo in un piccolo tratto orizzontale più o meno ridotto ad un punto, da cui è risultato il punctum ed il tractulus più largo, che è in effetti un punctum episemato. Le due forme sono ben distinte nelle notazioni corsive di san Gallo e di Laon, come li si può vedere nel Graduale triplex, ma non sempre sono distinte con l'episema nelle edizioni di Solesme.

## Interpretazione melodica
Quando è isolato su una sola sillaba, il punctum si oppone come nota grave nei movimenti melodici, in opposizione alla virga più acuta.

## Interpretazione ritmica
Il punctum ha un valore leggero, neutro. Le note corrispondenti si fondono in un movimento collettivo che può dunque essere rapido.

Al contrario, il tractulus ha un valore sillabico pieno (è la versione episemata del punctum), e ogni nota del movimento deve essere cantata nella sua individualità, perciò più lentamente.

Le serie solitamente sono omogenee, ma talvolta si incontra delle discese miste dove il tractulus posto alla fine di un inciso (ed è ugualmente episemato in certi manoscritti. Al contrario, talvolta si incontrano casi di clivis subbipunctis , dove i due primi punti di una discesa sono dei tractulus episemati ed il resto ha un valore leggero di punctum.
Non è il caso di raddoppiare la durata di un punctum in rapporto ad un tractulus: per un ritmo di base "limite" dell'ordine di 150 note al minuto, un lieve rallentamento (120/min) pone dinanzi l'individualità delle note, quando una leggera accelerazione (180/min) pone innanzi un movimento d'insieme. Giocando da una parte all'altra di questo limite, è possibile restituire queste sfumature senza rompere il legato ritmico d'insieme.